# Molophilus (Trichomolophilus) tentator
Molophilus (Trichomolophilus) tentator is een tweevleugelige uit de familie steltmuggen (Limoniidae). De soort komt voor in het Neotropisch gebied.